# Andreas Dibowski
Andreas Dibowski (Hamburgo, 29 de marzo de 1966) es un jinete alemán que compite en la modalidad de concurso completo.
Participó en tres Juegos Olímpicos de Verano, obteniendo una medalla de oro en Pekín 2008, en la prueba por equipos (junto con Peter Thomsen, Frank Ostholt, Ingrid Klimke y Hinrich Romeike), el cuarto lugar en Sídney 2000 y el cuarto en Atenas 2004, en la misma prueba.
Ganó cuatro medallas en el Campeonato Europeo de Concurso Completo entre los años 2011 y 2021.

## Palmarés internacional
| Juegos Olímpicos   | Juegos Olímpicos     | Juegos Olímpicos | Juegos Olímpicos |
| Año                | Lugar                | Medalla          | Categoría        |
| ------------------ | -------------------- | ---------------- | ---------------- |
| 2008               | Hong Kong (China)    | Medalla de oro   | Por equipos      |
| Campeonato Europeo |                      |                  |                  |
| Año                | Lugar                | Medalla          | Categoría        |
| 2011               | Luhmühlen (Alemania) | Medalla de oro   | Por equipos      |
| 2013               | Malmö (Suecia)       | Medalla de oro   | Por equipos      |
| 2019               | Luhmühlen (Alemania) | Medalla de oro   | Por equipos      |
| 2021               | Avenches (Suiza)     | Medalla de plata | Por equipos      |